# Mercedes-Benz EQE SUV
Mercedes-Benz EQE SUV — серия роскошных аккумуляторных кроссоверов от немецкого суббренда Mercedes-EQ. Автомобиль был представлен 16 октября 2022 года. Серийное производство началось в ноябре того же года.
В 2023 году автомобиль получил 5 звезд рейтинга EuroNcar.

## Модификации
Базовый Mercedes-Benz EQE 350+ SUV — это задний привод, электромотор на 292 лошадиные силы и 417 Нм, запас хода до 590 километров по циклу WLTP. Опция — полноприводная версия EQE 350 4Matic SUV с двухмоторой силовой установкой (пиковые 292 лошадиные силы и 765 Нм), запас хода сокращается до 558 километров.
На вершине гаммы расположился EQE 500 4Matic SUV с пиковой отдачей 408 лошадиных сил (858 Нм) и автономностью до 547 километров. По мере увеличения количества и мощности электромоторов запас хода сокращается, так как всем кроссоверам положена одинаковая батарея ёмкостью 90,6 киловатт-часа.
Также существует версия доработанная в компании Mercedes-AMG под индексом EQE 53 AMG 4Matic +. Автомобиль развивает 460 кВ или же 625 л. с. и крутящий момент равный 1000 н/м. Запас хода составляет 425 км на полном заряде, при этом разгон до 100 км/ч занимает 3.5 секунды, и максимальная скорость составляет 240 км/ч, с электронным ограничителем.